# Interstate 83
Interstate 83 (I-83) é uma rodovia interestadual localizada nos estados de Maryland e Pensilvânia, no leste dos Estados Unidos. O seu terminal sul situa-se num cruzamento sinalizado com a Fayette Street em Baltimore, Maryland; o seu terminal norte situa-se na I-81 perto de Harrisburg, Pensilvânia. A I-83 vai do centro de Baltimore para norte até à I-695, perto do subúrbio norte de Timonium, na Jones Falls Expressway, antes de formar uma concorrência com a I-695. Depois de se separar da I-695, a estrada segue a Baltimore–Harrisburg Expressway para norte até à fronteira entre Maryland e Pensilvânia. Ao atravessar a fronteira estatal, a I-83 torna-se a Veterans of Foreign Wars of the United States Memorial Highway e continua para norte através de York em direção à área de Harrisburg. A estrada segue ao longo da parte sul e leste da Capital Beltway que circunda Harrisburg antes de chegar ao seu terminal norte.
A maior parte do percurso a sul de Lemoyne, na Pensilvânia, é uma substituição direta da U.S. Route 111 (US 111), um antigo ramal da US 11.